# David Babunski
David Babunski (Macedonisch: Давид Бабунски) (Skopje, 1 maart 1994) is een Macedonisch voetballer. Hij speelt als middenvelder bij Rode Ster Belgrado. Babunski is de zoon van Boban Babunski, voormalig profvoetballer en tegenwoordig voetbalcoach.

## Clubvoetbal
Babunski kwam in 2006 van UEA Gramenet naar de jeugd van FC Barcelona. In 2013 won de middenvelder met de Juvenil A, het hoogste jeugdelftal van de club, het regionale kampioenschap. In 2013 kwam Babunski bij de selectie van het tweede elftal, dat speelt in de Segunda División A. Hij maakte op 24 augustus 2013 zijn debuut tegen CD Lugo. In januari 2016 werd Babunski gecontracteerd door Rode Ster Belgrado.

## Statistieken
| Seizoen         | Club            | Competitie         | Competitie | Competitie | Beker | Beker | Supercup | Supercup | Europa | Europa | Totaal | Totaal |
| Seizoen         | Club            | Competitie         | Wed.       | Dlp.       | Wed.  | Dlp.  | Wed.     | Dlp.     | Wed.   | Dlp.   | Wed.   | Dlp.   |
| --------------- | --------------- | ------------------ | ---------- | ---------- | ----- | ----- | -------- | -------- | ------ | ------ | ------ | ------ |
| 2013-2014       | FC Barcelona B  | Segunda División A | 19         | 1          | 0     | 0     | —        | —        | —      | —      | 19     | 1      |
| 2014-2015       | FC Barcelona B  | Segunda División A | 16         | 0          | 0     | 0     | —        | —        | —      | —      | 16     | 0      |
| 2015-2016       | FC Barcelona B  | Segunda División B | 12         | 0          | 0     | 0     | —        | —        | —      | —      | 12     | 0      |
| Carrière totaal | Carrière totaal | Carrière totaal    | 47         | 1          | 0     | 0     | 0        | 0        | 0      | 0      | 47     | 1      |

## Nationaal elftal
Babunski maakte op 14 augustus 2013 zijn debuut in het Macedonisch nationaal elftal als invaller in een oefeninterland tegen Bulgarije. Hij verving aanvoerder Goran Pandev in die wedstrijd na 59 minuten.

## Trivia
Babunski wordt ook wel El Filosófo genoemd vanwege zijn voorliefde voor literatuur en het feit dat hij een boek probeert te schrijven die een link legt tussen voetbal en filosofie.
1 M. Ilić ·
3 Degenek ·
4 Ivanić ·
5 Spajić  ·
6 Krunić ·
7 Šljivić ·
8 Kanga ·
9 Ndiaye ·
10 Katai ·
14 Olayinka ·
15 Katompa Mvumpa ·
17 Duarte ·
18 Glazer ·
21 Elšnik ·
22 Dálcio ·
23 Rodić ·
24 Djiga ·
25 Leković ·
27 Milson ·
31 Sremčević ·
32 L. Ilić ·
33 Drkušić ·
44 Milosavljević ·
49 Radonjić ·
55 Maksimović ·
66 Seol ·
70 Mimović ·
73 Proetsev ·
77 Guteša ·
91 Jovanović ·
Coach: Milojević
· Assistent-coach: Rendulić